# Ierse parlementsverkiezingen februari 1982
De Ierse parlementsverkiezingen  1982 vonden plaats op 18 februari. De Dáil Éireann, het Ierse parlement, was eerder ontbonden op 18 februari op verzoek van premier Garret FitzGerald. 

## Achtergrond
De regering, die bestond uit de partijen Fine Gael en de Labour Party, kwam ten val door een conflict rondom de begroting. Minister van Financiën John Bruton wilde BTW invoeren op kinderschoenen. Dit voorstel werd afgewezen door het onafhankelijke parlementslid Jim Kemmy en Joe Sherlock van de Workers’ Party of Ireland. Na het verzoek van ontbinding probeerden een aantal parlementsleden president Patrick Hillery nog over te halen om de ontbinding te weigeren. Dit was een zeer ongebruikelijke stap – en zelfs ongrondwettelijke stap - en de president legde het verzoek naast zich neer. 
De verkiezingscampagne die volgde ging vooral over economische thema’s. Het ging vooral over de mate waarin bezuinigd moest worden. Fina Gael stond een voortzetting van het huidige beleid voor.
Fianna Fáil kwam als grootste partij uit de verkiezingen. Er was echter een discussie gaande in de partij over het leiderschap van Charles Haughey. Uiteindelijk trad hij toch aan als nieuwe premier. Zijn regering kon rekenen op de steun van zijn eigen partij, twee onafhankelijke parlementsleden en de Workers' Party of Ireland (Sinn Féin).

## Uitslag
| Partij                     | Stemmen | %    | ±%    | zetels | verschil |
| -------------------------- | ------- | ---- | ----- | ------ | -------- |
| Fianna Fáil                |         | 47,3 | ▲ 2,1 | 81     | ▲ 4      |
| Fine Gael                  |         | 37,3 | ▲ 0,8 | 63     | ▼ 2      |
| Irish Labour Party         |         | 9,1  | ▼ 0,8 | 15     | 0        |
| Workers' Party             |         | 2,2  | ▲ 0,5 | 3      | ▲ 2      |
| Democratic Socialist Party |         |      |       | 1      | ▲ 1      |
| Sinn Féin                  |         | 0,0  | 1,0   | 0      | 0        |
| Onafhankelijken            |         | 3,1  | ▲ 0,7 | 3      | ▼ 2      |
| Totaal                     |         | 100% |       | 166    |          |